# Right Stuff
Right Stuff Co. Ltd. (株式会社ライトスタッフ?) était une société japonaise de développement de jeu vidéo basée à Tokyo, fondé en 1990. Elle a fermé en 1999.

## Liste des titres (partielle)
- Alshark  (1991, X68000, PC Engine)
- Battle Tycoon: Flash Hiders SFX (1995, SNES)